# زیلن سیانول
زیلن سیانول (به انگلیسی: Xylene cyanol) با فرمول شیمیایی C۲۵H۲۷N۲NaO۶S۲ یک ترکیب شیمیایی است. که جرم مولی آن ۵۳۸٫۶۱ g/mol می‌باشد. 